# Stazione di San Pietro Berbenno
Stazione di San Pietro Berbenno vasútállomás Olaszországban, Lombardia régióban, Berbenno di Valtellina településen.

## Vasútvonalak
Az állomást az alábbi vasútvonalak érintik:
- Tirano–Lecco-vasútvonal

## Kapcsolódó állomások
A vasútállomáshoz az alábbi állomások vannak a legközelebb:
- Stazione di Ardenno-Masino
- Stazione di Castione Andevenno